# دانشگاه هوایی (نیروی هوایی آمریکا)
دانشگاه هوایی (انگلیسی: Air University) دانشگاه نظامی متعلق به نیروی هوایی ایالات متحده آمریکا و زیرمجموعه فرماندهی آموزش و تمرین هوایی است، که در مارس ۱۹۴۶ تأسیس شد. نیروهای نظامی از این دانشگاه برای دریافت مدرک کارشناسی ارشد استفاده می‌کنند. دانشگاه هوایی در پایگاه نیروی هوایی ماکسول قرار دارد.